# 亀谷祐馬
亀谷 祐馬（かめたに ゆうま、12月3日 - ）は、日本の声優。フリー。大阪府出身。

## 経歴
日本ナレーション演技研究所出身。
2017年春に始動した声優ユニット「BirthDay」にて四月朔日大也役を務めていたが、同年9月29日にて脱退し、ユニット自体も活動が休止した。
2021年3月31日をもって所属していたクレイジーボックスを退所し、フリーランスとして活動を始めたことを自身のTwitterにて報告した。

## 人物
趣味・特技は、整理整頓、金管楽器演奏（ユーフォニアム・チューバなど）。単純明快な性格。
大学生のころにアルバイト先で客から声がいいと言われたことから、声優になろうと決めた。
アイムエンタープライズ所属の大塚剛央とは同期。同じくアイムエンタープライズ所属の天﨑滉平とは幼馴染である。

## 出演
太字はメインキャラクター。

### アニメ
- マジきゅんっ!ルネッサンス（2016年、男子生徒）
- ゴールデンカムイ（2018年）

### ゲーム
2018年
- グランドチェイス-次元の追跡者-（へカル）
- メイド イン ワリオシリーズ（2018年 - 2023年、ジミー T.、ドリブル、ポー） - 3作品
- アルテイルNEO（マクラクラン、ルビーイーター）

2019年
- クイズRPG 魔法使いと黒猫のウィズ（イノセント）
- Lost Archive -ロストアーカイブ-（特殊部隊の精鋭、長弓兵、精神の測定者、知識の妄信者、ミミズクの店主）

2020年
- 逆転オセロニア（マカミ）

2021年
- 鬼滅の刃 ヒノカミ血風譚

### 舞台
- そうじゃないんですよ（2018年12月19日、千本桜ホール）　※B班で出演[11]
- りーでぃんぐ☆ぱーてぃーVol.5（2019年1月9日 - 14日、コフレリオ 新宿シアター）

### ナレーション
- 大同生命『障がい者スポーツ紹介 パラアーチェリー・永野美穂』篇（2019年）[12]

### シリーズ一覧
1. ↑  『メイド イン ワリオ ゴージャス』（2018年）、『おすそわける メイド イン ワリオ』（2021年）、『超おどる メイド イン ワリオ』（2023年）